# HGTV

HGTV의 실질적인 로고

HGTV(Home & Garden Television)는 미국 디스커버리 계열의 유료 텔레비전 채널이다. 주요 장르로는 주택을 중심으로 소개하는 프로그램이지만, 주택에 대한 수리, 수선, 개량 등을 공사하는 내용 또는 부동산과 관련된 리얼리티 예능 프로그램이나 교양 프로그램들을 중심으로 편성된다. 2015년 2월을 기준으로 미국에서 약 95,628,000여명의 주민들이 HGTV를 시청하고 있어, 통계 수치상 미국 전체의 TV 보유 가구 대비 82.2%에 이른다. 그러나, 2018년 디스커버리에 의해 인수한 해당 채널 네트워크에서는 케이블 방송사 중 시청자 규모 전체 4위에 등극하였다. 또한 대한민국에서는 KT의 지니 TV를 기준으로 채널 173번을 통해 송출된다.

## 주요 프로그램
- 집 나와라 뚝딱(영어판)

## 특이 사항
예전에는 이 채널은 푸드 네트워크, Trvl과 함께 독립된 케이블 PP 채널로 취급하였지만 디스커버리 채널을 모기업으로 하는 디스커버리에 의해 인수된 것으로 나와 있다.

## 같이 보기

### 일반 주제
- 디스커버리
- 디스커버리 채널
  - 디스커버리 채널 코리아

### 자매 채널
- 애니멀 플래닛
- 아메리칸 히어로스 채널
- 쿠킹 채널(영어판)
- 데스티네이션 아메리카
- 디스커버리 피트&헬스
- 푸드 네트워크
- 인베스티게이션 디스커버리
- 매그놀리아 네트워크
- TLC[3]
- 트래블 채널 (Trvl)

## 참고 문헌
- Angelo, Megan (April  3, 2018). “As 'Fixer Upper' Ends, HGTV Builds a Roster of Power (Tool) Couples”. 《The New York Times》. ISSN 0362-4331.
- Kaysen, Ronda (April  6, 2018). “Who Doesn't Love to Hate-Watch HGTV?”. 《The New York Times》. ISSN 0362-4331.